# Better (Khalid)
Better is een nummer van de Amerikaanse zanger Khalid uit 2018. Het is de eerste single van zijn debuut-EP Suncity.
Het nummer gaat over een man wiens vriendin anderen vertelt dat zij en de man gewoon vrienden zijn, terwijl de man eigenlijk meer voor haar voelt dan alleen vriendschap. De man gelooft ook dat zijn gevoelens voor haar wederzijds zijn. "Better" werd in diverse landen een hit. Zo bereikte het de 8e positie in de Amerikaanse Billboard Hot 100. De Nederlandse Top 40 of Tipparade wist het nummer niet te behalen, wel werd de 30e positie in de Nederlandse Single Top 100 gehaald. In Vlaanderen was het nummer goed voor een 3e positie in de Tipparade.